# チェルノブイリ立入禁止区域

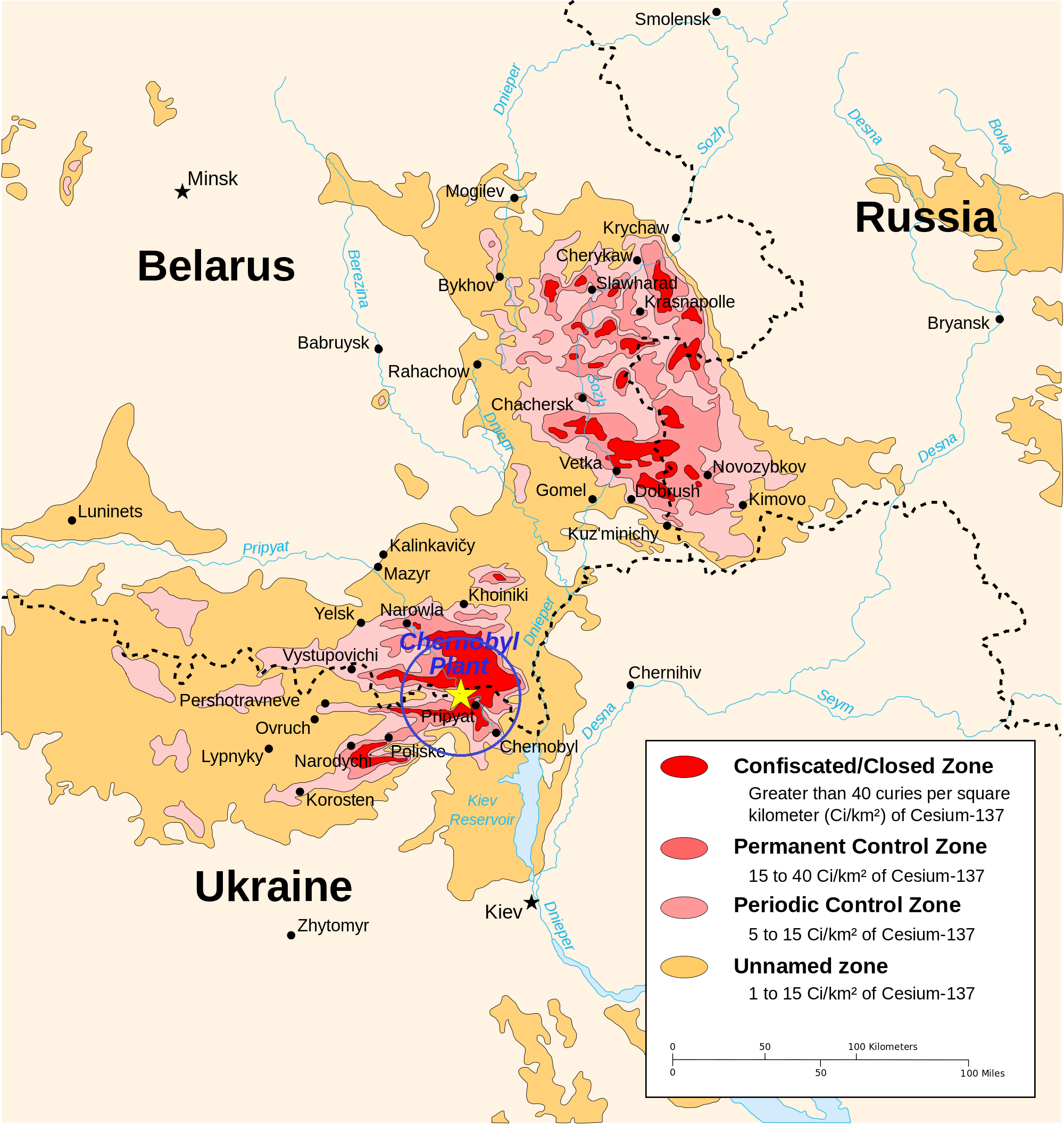
1996年の放射能汚染地図
黄色の星印：チェルノブイリ原発
青色の円：原発から30km圏
色分け：1平方kmあたりのセシウム137の放射能量
赤色：40キュリー＝1兆4800億ベクレル以上
濃い桃色：15-40キュリー＝5550億-1兆4800億ベクレル
桃色：5-15キュリー＝1850億-5500億ベクレル
薄いオレンジ色：1-15キュリー＝370億-5500億ベクレル

チェルノブイリ立入禁止区域（ウクライナ語: Зо́на відчу́ження、ベラルーシ語: Зона адчужэньня、英語: Chernobyl Exclusion Zone）とは、1986年のチェルノブイリ原子力発電所事故によって立ち入り禁止とされている半径30km圏内の区域である。
事故後当時のソビエト連邦政府は、ウクライナ・ベラルーシ両国にまたがる、原発から30km圏内の住民13万5000人を強制疎開させた。いまなおこの区域に立ち入ることは厳しく制限されている。
ベラルーシ側は総面積2165平方kmのポレーシェ国立放射線生態学保護区となっており、立ち入りに許可が必要である。かつて92の村があり約22000人が暮らしていたが、事故後強制移住させられた。特に高濃度に汚染された13の村は、汚染の拡散を防ぐため埋め立てられた。保護区責任者は「保護区のほとんどの所で300年間は人が住めない」と話しているという。

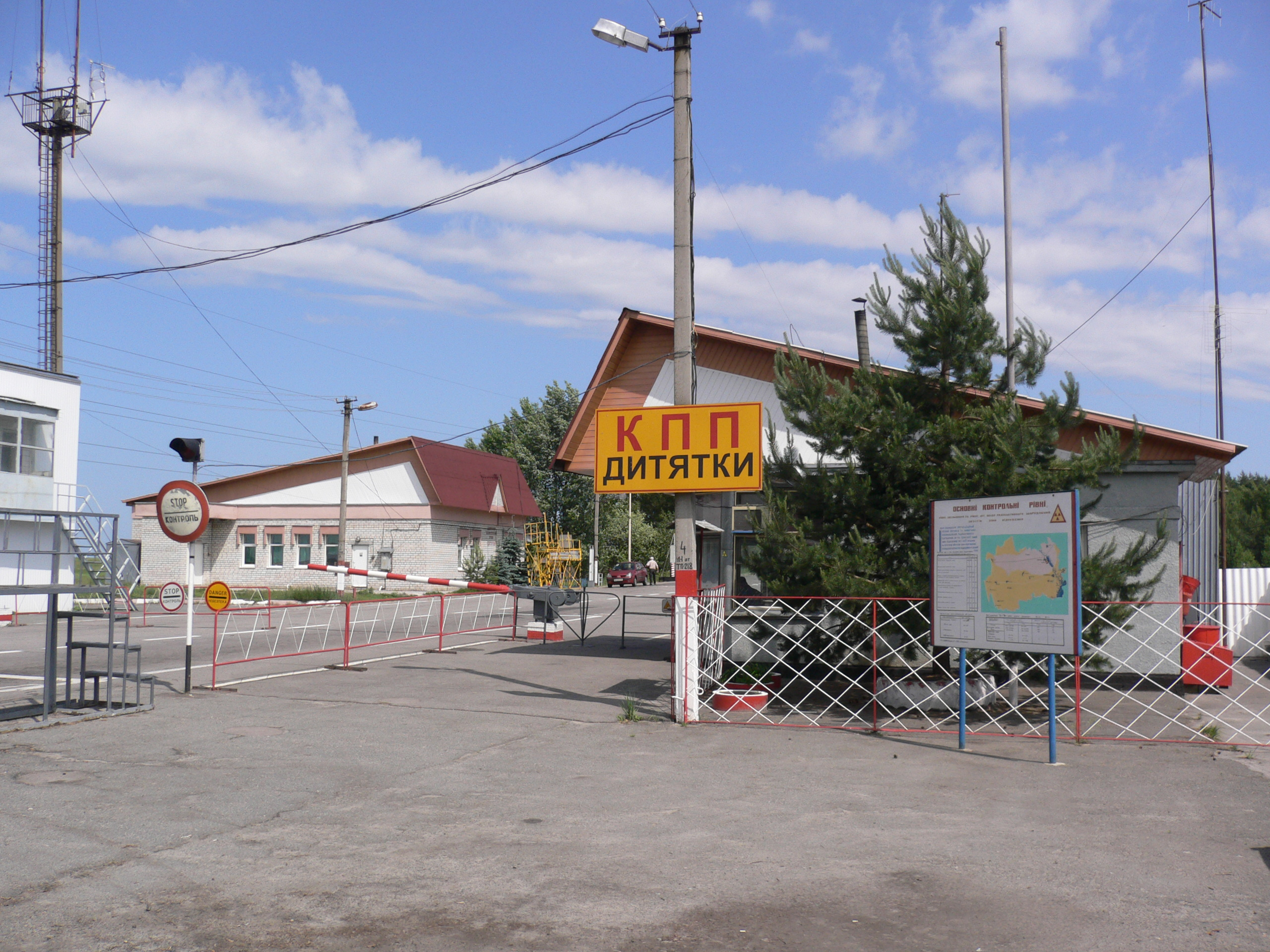
チェルノブイリ原発の約30km南にあるdityatkyの検問所（2010年3月）。
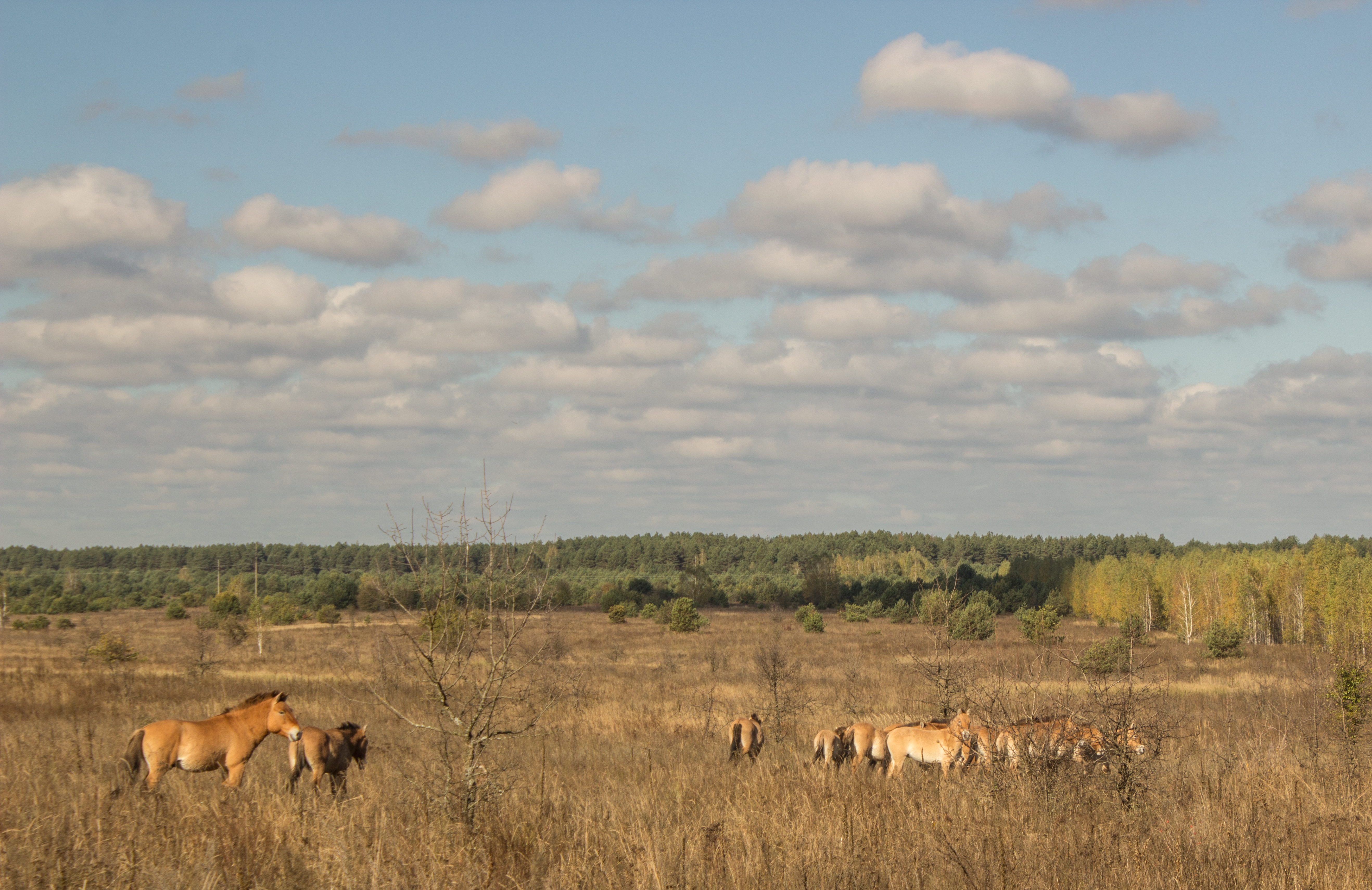
原発事故によって人間活動が大きく減少し、多くの野生動物や野生化した家畜やペットが見られるようになった。絶滅危惧種であるヨーロッパバイソンやモウコノウマも、保護目的で付近に野生導入されている[3][4]。